# Else Petersen
Else Elisabeth Egede Petersen, född 26 april 1910 i Köpenhamn, död 28 augusti 2002 i Danmark, var en dansk skådespelare. Petersen är bland annat känd för sin roll som direktrisen i Damernes Magasin, Fröken Grøn, i TV-serien Matador.

## Filmografi i urval
- 1937 – Flådens blå matroser
- 1940 – Säg det med swing
- 1942 – Tyrannens fall
- 1942 – Ballade i Nyhavn
- 1944 – Mordets melodi
- 1953 – Den gamle mølle på Mols
- 1955 – Bruden fra Dragstrup
- 1957 – Der var engang en gade
- 1957 – Tre piger fra Jylland
- 1960 – Spöket fixar allt
- 1968 – Jag – en kvinna 2
- 1972 – Huset på Christianshavn (TV-serie)
- 1976 – I lejonets tecken
- 1978 – I skyttens tecken
- 1978 – Matador (TV-serie)
- 1987 – Babettes gästabud
- 1991 – Europa
- 1994 - Riket